# Édouard Mortier
Pour les articles homonymes, voir Mortier et Trévise (homonymie).
Adolphe Édouard Casimir Joseph Mortier, duc de Trévise, né au Cateau-Cambrésis le 13 février 1768 et mort à Paris le 28 juillet 1835, est un militaire et homme d'État français, élevé à la dignité de maréchal d'Empire en 1804. Entré dans la carrière militaire en 1791, il participe aux guerres de la Révolution sur le front ouest et est successivement élevé aux grades de général de brigade puis de général de division en 1799. Choisi par Napoléon pour conquérir le Hanovre en 1803, il s'acquitte de sa mission avec succès et est fait maréchal d'Empire. Lors de la campagne de 1805, il reçoit le commandement d'un corps d'armée et livre une furieuse bataille contre les Austro-Russes à Dürenstein. Il prend part aux opérations ultérieures en Prusse et en Pologne et joue un rôle important au cours de la bataille de Friedland en 1807.
Mortier, devenu duc de Trévise, est envoyé en Espagne comme commandant du Ve corps et reste quatre années dans la péninsule Ibérique. Le maréchal y enregistre quelques succès notables contre les armées espagnoles, notamment à Saragosse, Ocaña et Gebora, avant d'être rappelé en 1812 en prévision de l'invasion de la Russie. Il dirige la Jeune Garde lors des deux phases de la campagne et est brièvement gouverneur du Kremlin. Il sert ensuite sans interruption durant les dernières campagnes de l'Empire, en Allemagne et en France, assumant divers commandements, et est l'un des maréchaux chargés de la défense de Paris en mars 1814. Il se rallie à Napoléon aux Cent-Jours mais une maladie l'empêche de prendre la tête de la Garde impériale pour la campagne de Waterloo.
Après la chute du régime impérial, Mortier mène une carrière discrète, mais la révolution de 1830 et l'arrivée au pouvoir de Louis-Philippe le conduisent à exercer des responsabilités de premier plan. Grand chancelier de la Légion d'honneur, il est nommé président du Conseil par le roi. Son passage au pouvoir est toutefois de courte durée car il n'est pas à l'aise avec la politique et il donne sa démission en février 1835. Quelques mois plus tard, alors qu'il accompagne Louis-Philippe à une revue militaire, il est tué par la machine infernale de Fieschi dans un attentat dirigé contre le roi.

## Biographie

### Carrière militaire sous la Révolution
Adolphe Édouard Casimir Joseph Mortier naît le 13 février 1768 au Cateau-Cambrésis, dans l'actuel département du Nord. Il est le sixième fils d'Antoine Charles Joseph Mortier, ancien militaire, devenu cultivateur et marchand de toiles, futur député du Tiers-État aux États généraux, et de Marie-Anne-Joseph Bonnaire. Il fait ses études au collège des Irlandais de Douai, où il côtoie Palafox, et y acquiert la maîtrise de l'anglais. Après avoir travaillé quelque temps chez un négociant à Lille, il s'engage dans la Garde nationale de Dunkerque le 14 juillet 1789, puis passe à celle du Cateau-Cambrésis au sein de laquelle il demeure jusqu'en 1791. Les autorités ayant décrété la formation de bataillons de volontaires, Mortier quitte sa ville natale avec un détachement de recrues et entre au 1er bataillon de volontaires du Nord commandé par son oncle. Le 1er septembre 1791, il est nommé capitaine de la 6e compagnie de ce bataillon. Le 7, Jean André Buchold est élu lieutenant-colonel, 10 voix allant à Mortier.
Au mois de décembre, le bataillon est affecté à la garnison de Lille et y demeure jusqu'en avril 1792. À cette date, l'armée française du Nord commandée par le maréchal de Rochambeau prend l'offensive contre les Coalisés. L'avant-garde est sous les ordres du général Biron et le 1er bataillon de volontaires du Nord qui en fait partie est chargé d'occuper le village de Quiévrain. Le 30 avril, il en est délogé par une attaque adverse lors de laquelle Mortier a un cheval tué sous lui. Son unité, après un passage à Lille, est envoyée renforcer la garnison de Maubeuge entre mai et octobre 1792. Elle intègre ensuite le corps de réserve du général d'Harville et se trouve à la bataille de Jemmapes, prélude à l'invasion de la Belgique. En février 1793, réduit par les maladies et les désertions, le bataillon ne compte plus que 378 hommes.
Mortier est à Neerwinden le 18 mars et à Pellenberg le 22 mars, près de Louvain. Pendant le blocus de Valenciennes, il se maintient pendant six heures sur la rivière de Persian avec 150 hommes, après l'évacuation du camp de Famars. Il est nommé adjudant-général à Hondschoote en octobre 1793. Blessé au moment où il s'empare du village de Dourlers, il se signale de nouveau à Mons, à Bruxelles, à Louvain, à Fleurus. En 1794, sous le général Kléber, il s'empare du fort Saint-Pierre, et se trouve sous les ordres de Marceau, au passage du Rhin à Neuwied.
En 1796, il a le commandement des avant-postes de l'armée de Sambre-et-Meuse sous le général Lefebvre. Il se signale à Altenkirchen, à la bataille de Friedberg, enlève les hauteurs de Willendorf et fait 2 000 prisonniers ; s'empare de Giessen, fait capituler Francfort, enlève de vive force Gemünden, où il fait un grand nombre de prisonniers et prend quinze bateaux chargés de munitions de guerre, et enfin force le général Wartensleben à opérer sa retraite sur Bamberg. Au combat d'Hirschaid, à Ehmanstadt, Mortier donne des preuves de la plus grande valeur. Chargé par le général Hatry de traiter directement de la reddition de Mayence avec l'électeur Dalberg, Mortier fait deux voyages à Aschaffenbourg, et y conclut une négociation, d'après laquelle les Français occupent Mayence le 30 décembre. Dans le fort de Rotbemberg, dont il s'empare, il trouve 60 pièces de canon. Promu au grade de général de brigade le 23 février 1799, il concourt puissamment à la prise de Lieptengen. Dans la guerre contre la Deuxième Coalition en 1799 il est élevé au grade de général de division le 25 septembre 1799, il va commander la 4e division à l'armée d'Helvétie. Il combat avec distinction dans les différentes affaires qui précédent et suivent la prise de Zurich, et seconde Masséna à opérer l'entière expulsion de l'ennemi du territoire helvétique. Il participe ensuite aux opérations militaires qui ont lieu contre les Autrichiens dans le pays des Grisons.

### Du Consulat à l'Empire
Un arrêté du gouvernement consulaire l'appelle bientôt au commandement des 15e et 16e divisions militaires, dont le chef-lieu se trouve à Paris. En 1803, le général Mortier est chargé par le Premier consul du commandement de l'armée destinée à s'emparer du Hanovre. Il traverse le Waal avec 14 000 hommes, bat les troupes hanovriennes et force le feld-maréchal Waldomen à signer le 3 juin, à Stühlingen, une convention qui rend les Français maîtres de tout l'Électorat. Il reçoit du premier Consul les éloges les plus flatteurs et devient l'un des quatre commandants de la Garde consulaire. Le commandement de l'artillerie lui est spécialement confié. En 1804, Mortier est élevé à la dignité de Maréchal d'Empire ; Grand aigle de la Légion d'honneur le 2 février 1805, il reçoit quelque temps après la croix de l'ordre du Christ du Portugal.

#### Les premières campagnes napoléoniennes

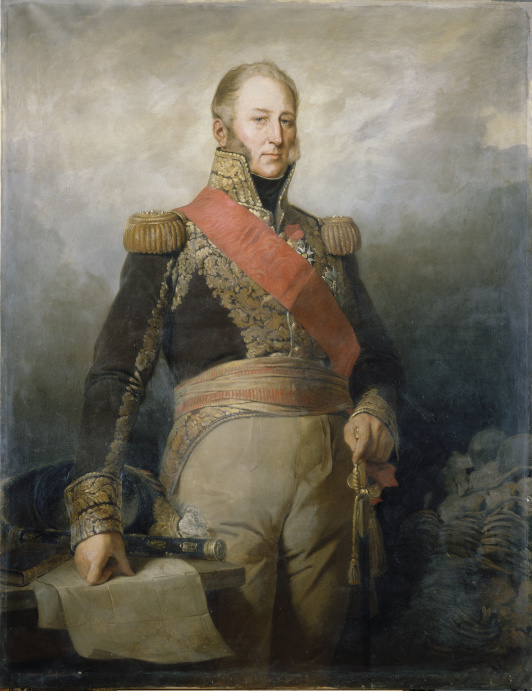
Le maréchal Mortier, par Édouard Dubufe.

En 1805, il dirige un des corps de la Grande Armée sous les ordres de l'Empereur au cours de la campagne d'Allemagne. Lors des opérations sur le cours moyen du Danube, qui culminent à la bataille d'Austerlitz, Napoléon confie à Mortier le commandement du VIIIe corps, une unité de formation récente composée de divisions tirées des autres corps. Le maréchal étend son dispositif de façon démesurée sur la rive nord du Danube et néglige de surveiller son flanc gauche comme le lui a recommandé Napoléon. Le 11 novembre 1805, une force combinée de Russes et d'Autrichiens, sous les ordres du général Koutouzov, réussit à attirer les Français dans un piège et la 2e division du général Gazan se retrouve coincée dans une vallée entre deux colonnes russes. Les troupes de Mortier sont sauvées par l'arrivée opportune de la division Dupont qui a parcouru en une demi-journée l'équivalent d'une journée de marche ordinaire. La bataille de Dürenstein se poursuit une bonne partie de la nuit, les deux camps clamant la victoire. Les Français ont perdu plus d'un tiers de leurs effectifs, les pertes atteignant même les 40 % au sein de la division de Gazan. Les Austro-Russes ont également beaucoup souffert, avec près de 16 % des effectifs engagés hors de combat. Après Austerlitz, Napoléon dissout le VIIIe corps et Mortier reçoit une autre affectation. D'après Goetz, l'erreur commise par Mortier de ne pas sécuriser son flanc gauche, et ce en dépit des recommandations directes de Napoléon, affecte la relation entre les deux hommes.
En 1806, il est encore à Hanovre et en Allemagne du nord-ouest, et Napoléon confie à Mortier le commandement du 8e corps de la Grande Armée, composée de troupes gallo-bataves. Il s'empare de Cassel le 1er octobre et de Naumbourg en novembre suivant. En 1807, il vainc les Suédois à Anklam et se signale à la bataille de Friedland. Nommé duc de Trévise, le 2 juillet 1808, il reçoit une dotation de 100 000 francs de rente sur les domaines de l'ancien électorat de Hanovre. Il est également fait gouverneur de Silésie.

### Espagne, Russie, Allemagne, France
Peu après, il commande pendant la campagne en Espagne. En 1808, il commande le 5e corps de l'armée d'Espagne, prend part au terrible siège de Saragosse avec Moncey et Lannes. Il remporte la victoire d'Ocaña le 18 novembre 1809, où plus de 60 000 Espagnols sont écrasés par moins de 30 000 Français mais où il est néanmoins blessé. Il bat une nouvelle fois les Espagnols à la bataille de Gebora le 19 février 1811.
En 1812, lors de la campagne de Russie, le maréchal Mortier reçoit le commandement de la Jeune Garde impériale. L'Empereur le nomme gouverneur du Kremlin et lui donne, au moment de la retraite, la terrible mission de le faire sauter. Poursuivi par des forces supérieures, le duc de Trévise est attaqué lors de la bataille de la Bérézina et partage avec le maréchal Ney l'honneur de sauver les débris de la Grande Armée. C'est lui qui réorganise, à Francfort-sur-le-Main, la Jeune Garde dont il a le commandement pendant la campagne de 1813. Il combat à Lützen, à Bautzen, à Dresde, à Wachau, à Leipzig et à Hanau. Pendant la campagne de 1814, le maréchal duc de Trévise prend une part active à toutes les actions qui signalent cette campagne désespérée. Dans la défense de Paris, il est chargé de soutenir le choc de l'armée alliée dans la plaine Saint-Denis. Parvenu au pied de l'enceinte de cette capitale, l'empereur de Russie envoie à Mortier le comte Orlov, son aide de camp, pour le sommer de mettre bas les armes ; le maréchal répond  : « Les alliés, pour être au pied de la butte Montmartre, ne sont pas pour cela maîtres de Paris. L'armée s'ensevelirait sous ses ruines plutôt que de souscrire à une capitulation honteuse ; et quand elle ne pourra plus se défendre, elle sait comment et par où effectuer sa retraite devant et malgré l'ennemi ».

Mortier ne quitte sa position qu'après que Marmont a conclu un arrangement pour l'évacuation de la capitale. Le 8 avril il envoie son adhésion aux actes du Gouvernement provisoire. Immédiatement après la rentrée des Bourbons en 1815, il se met au service de Louis XVIII. Il est envoyé à Lille en qualité de commissaire extraordinaire de la 16e division, dont il devient ensuite gouverneur. Le roi le fait chevalier de Saint-Louis et pair de France. À l'époque du 20 mars, le gouvernement résolut de former à Péronne une armée de réserve dont le maréchal doit avoir le commandement. Arrivé à Lille un peu avant Louis XVIII, le duc de Trévise se hâte de prévenir M. de Blacas que la garnison est prête à se soulever et fait conjurer le roi de partir le plus promptement possible. Le roi ayant approuvé ce conseil, le maréchal l'accompagne jusqu'au bas des glacis, afin d'imposer aux soldats par sa présence. 

« Je vous remercie de ce que vous avez fait, monsieur le maréchal, lui dit le roi. Je vous rends vos serments ; servez toujours la France et soyez plus heureux que moi. »

 Pendant les Cent-Jours, il rejoint Napoléon Ier, qui lui donne un haut commandement. Napoléon crée Mortier membre de la nouvelle Chambre des pairs et le charge de l'inspection des places frontières de l'Est et du Nord, mais dès le début de la campagne de Waterloo, il le quitte.

### Au service de la monarchie

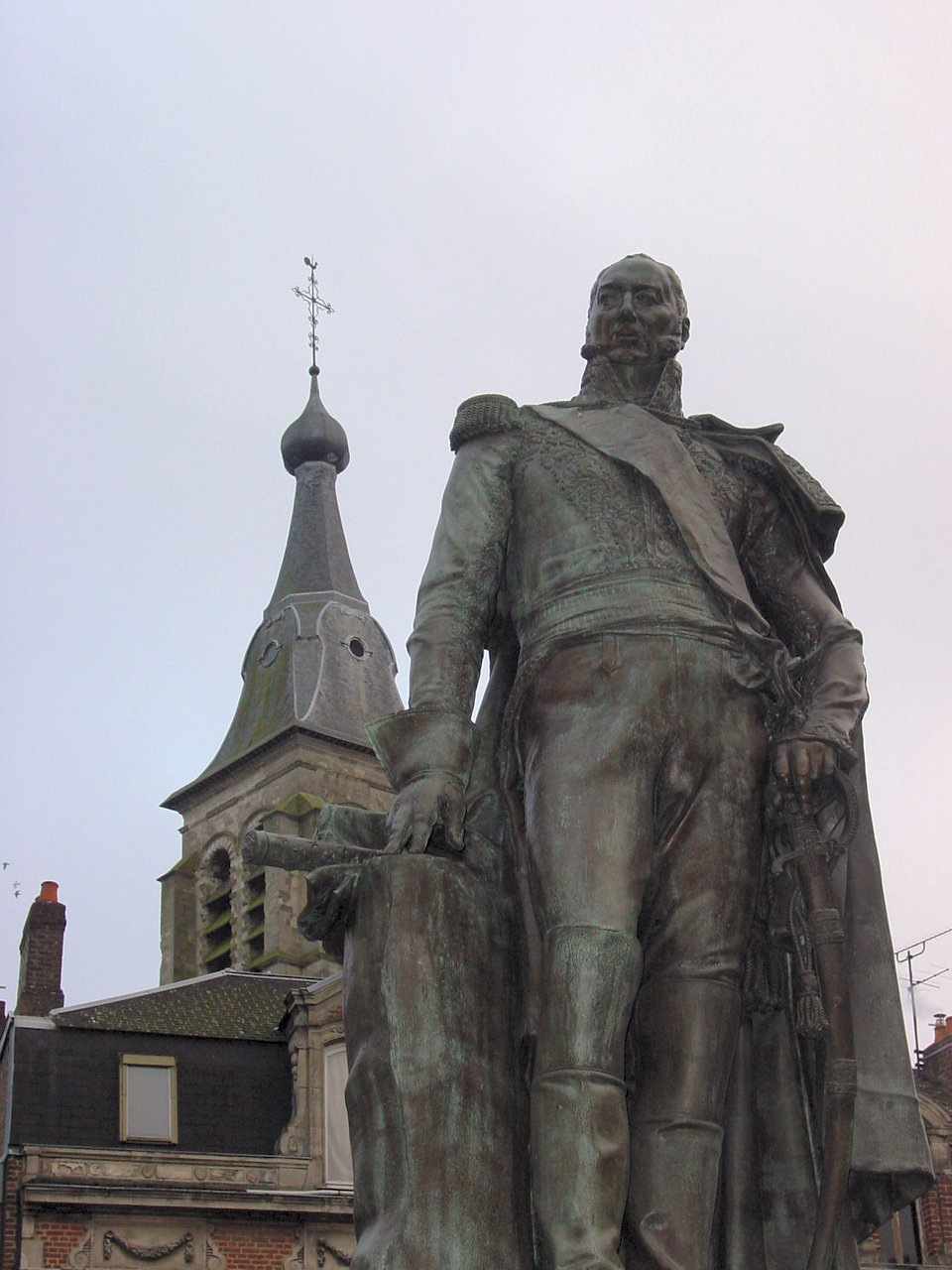
Statue du maréchal Mortier au Cateau-Cambrésis.

Après la Seconde Restauration, il est éliminé de la Chambre des pairs que le roi vient de reformer et tombe en disgrâce pendant un certain temps. Membre du Conseil de guerre chargé de juger le maréchal Ney il se déclare incompétent. Nommé gouverneur de la 15e division militaire à Rouen en 1816, il est élu la même année, membre de la Chambre des députés par le département du Nord, et rétabli, dans les honneurs de la pairie en mars 1819 et, en 1825, il est décoré de l'Ordre du Saint-Esprit. Entre 1822 et 1830, il est maire de la commune de La Queue-en-Brie (actuel Val-de-Marne). Après la révolution de 1830, il est nommé grand chancelier de la Légion d'honneur. En 1830-1831, il est ambassadeur de France à Saint-Pétersbourg, et le 18 novembre 1834, il est appelé au ministère de la Guerre et à la présidence du Conseil. Il accepte à contre-cœur des fonctions pour lesquelles il sait qu'il est peu fait, et qu'il a déjà refusées une première fois quelques mois auparavant, lors de la démission du maréchal Gérard.

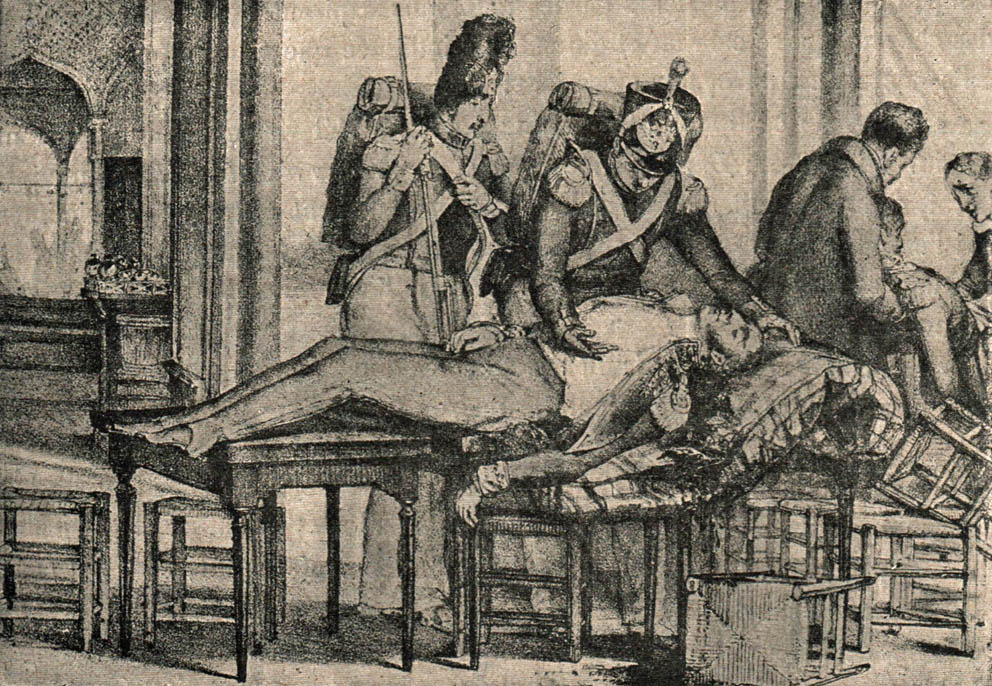
Mort du maréchal Mortier à la suite de l'attentat de Fieschi, le 28 juillet 1835.

Excellent homme, modeste, loyal, intègre, le maréchal Mortier manque complètement d'autorité sur le gouvernement, notamment sur ces ministres de poids, conscients de leur valeur, que sont Thiers et Guizot. « Pas une de ses paroles n'exprime l'intelligence », ricane Charles de Rémusat. Moins à l'aise en politique que sur un champ de bataille, il n'arrive pas à s'imposer face aux chambres. La situation finit par être préjudiciable à Louis-Philippe, que l'opposition accuse d'avoir placé un fantoche à la tête du gouvernement pour mieux imposer sa politique personnelle. En définitive, quand Mortier présente sa démission le 20 février 1835, officiellement pour raisons de santé, le roi ne s'y oppose pas.
Le 28 juillet 1835, accompagnant en qualité de grand chancelier de la Légion d'honneur, le roi Louis-Philippe Ier pendant une revue de la Garde nationale, le maréchal est tué avec onze autres personnes dans l'attentat de Fieschi. Le cortège est parvenu au boulevard du Temple, le maréchal se plaint de la chaleur qui l'accable. Quelqu'un l'engage de se retirer ; mais il n'y veut pas consentir. « Ma place, dit-il, est auprès du roi, au milieu des maréchaux, mes compagnons d'armes. » À peine a-t-il exprimé cette résolution qu'il tombe foudroyé par la mitraille de la machine infernale que Fieschi a dirigée contre le roi. Il vit encore quand on le transporte dans une salle de billard du jardin turc. Il cherche à s'appuyer contre une table ; puis tout à coup, saisi par les dernières convulsions, porte le corps en arrière, pousse un grand cri et expire.

## Famille

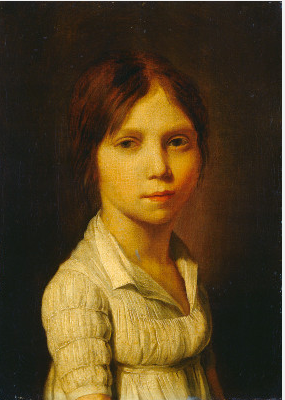
Caroline Mortier de Trévise (Louis-Léopold Boilly, entre 1810 et 1812).

Il a de son mariage avec Ève-Anne Hymmès (1779–1855) :
- Caroline Mortier de Trévise (1800-1842), marquise de Rumigny d'où :
  - Marie-Louise de Gueulluy de Rumigny x Ludovic-Marie d'Ursel, (1809–1886), fils du Charles-Joseph, 4em duc d'Ursel d’où postérité
- Napoléon Mortier de Trévise (1804-1869), 2e duc de Trévise ;
- Sophie-Malvina-Joséphine Mortier de Trévise, comtesse de Bellozanne puis, en secondes noces, comtesse de Naives ;
- Ève-Stéphanie Mortier de Trévise, comtesse Gudin, épouse Charles Gabriel César Gudin (1798-1874), et postérité.

## Distinctions

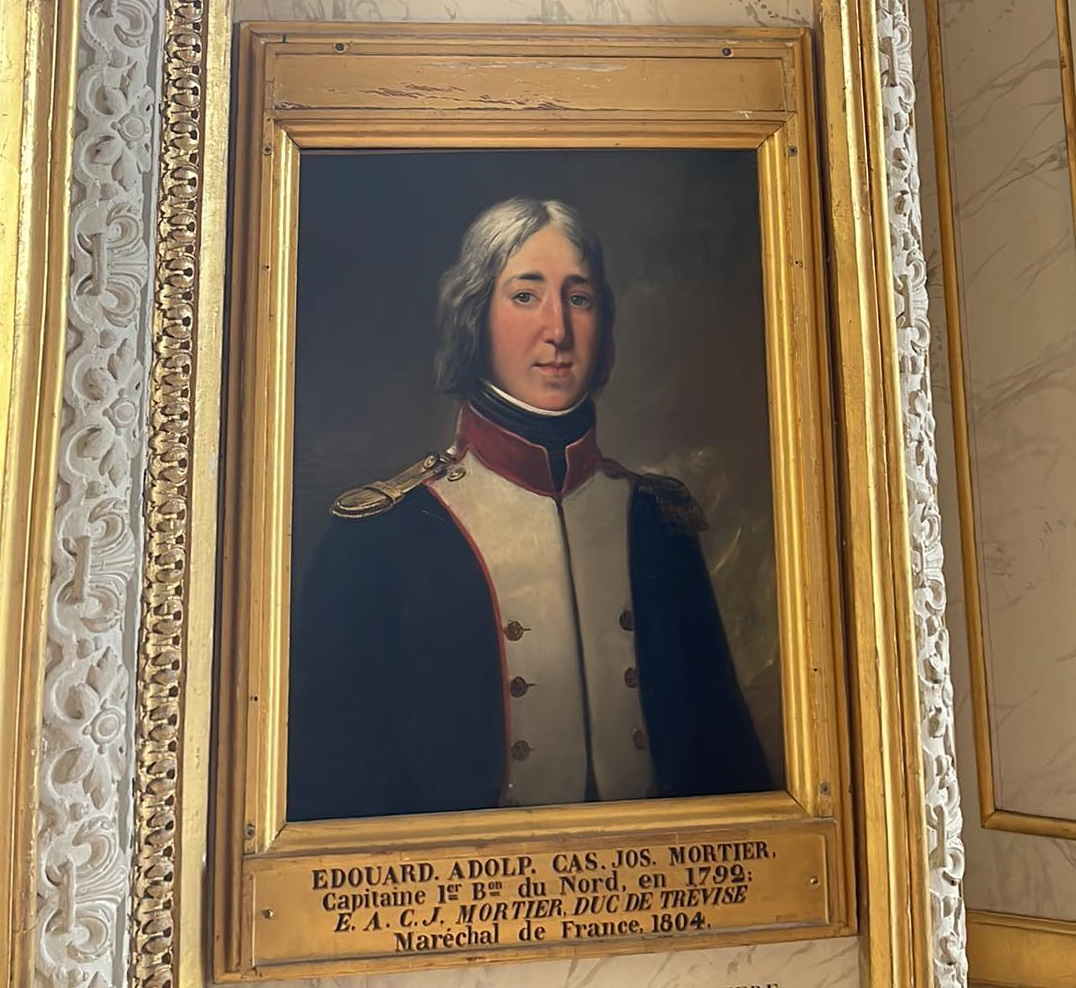
Portrait dans la salle de 1792 du château de Versailles.

- Son buste orne la galerie des Batailles du château de Versailles.
- Son portrait orne le salon des maréchaux du château de Versailles.
- Un buste à son effigie est exposé dans l'hémicycle du Sénat depuis 1842.
- Son nom est gravé sous l'arc de triomphe de l'Étoile (pilier Est).
- Son nom a aussi été donné à l'un des boulevards des Maréchaux de Paris  : le boulevard Mortier.
- Il existe aussi à Paris une rue de Trévise et une cité de Trévise portant le nom du maréchal-duc de Trévise, ainsi qu'une rue de Trévise à Lille.
- Le Plessis-Trévise (aujourd’hui : Val-de-Marne, Île-de-France) est une commune française créée en 1899 et englobant le domaine possédé par le maréchal-duc de Trévise, domaine ayant fait jusque-là partie du territoire de la commune de La Queue-en-Brie (le maréchal en fut le maire).
- Commandeur de l'Ordre de la Couronne de fer et de l'Ordre de Saint-Louis[10].
- Légion d'honneur :
  - Chevalier : 1803
  - Grand Officier : 1804
  - Grand Aigle : 1805

## Iconographie
Une médaille posthume à l'effigie de Mortier a été commandée par Louis-Philippe Ier au graveur Jean-Pierre Montagny pour commémorer la mort du maréchal et celle des autres victimes de l'attentat de Fieschi. Un exemplaire en est conservé au musée Carnavalet (ND 392).

## Armoiries
| Figure | Blasonnement |
|        | Sous le Premier Empire : Maréchal de l'Empire (19 mai 1804), 1er duc de Trévise et de l'Empire (2 juillet 1808), Grand aigle de la Légion d'honneur (1805, chef de la 2e cohorte), Grand cordon de l'ordre du Christ de Portugal (1805), Écartelé, aux 1 et 4, d'or a buste de cheval de sable, celui du premier quartier contourné; au 2, d'azur au dextrochère d'or, armé de toutes pièces et tenant une épée haute d'argent; au 3, d'azur au senextrochère d'or, armé de toutes pièces, et tenant une épée haute d'argent ; au chef des ducs de l'Empire brochant., |
|        | Sous la Restauration française : Chevalier (2 juin 1814), puis Grand-croix de l'Ordre royal et militaire de Saint-Louis (1820), Pair de France (4 juin 1814, 2 juin 1815 (Cent-Jours), annulé le 24 juillet 1815, baron Mortier et Pair de France (5 mars 1819, lettres patentes du 16 juillet 1824)), |